# Salix aegyptiaca
Salix aegyptiaca es una especie de sauce perteneciente a la familia de las salicáceas. Es nativa del Suroeste de Asia.

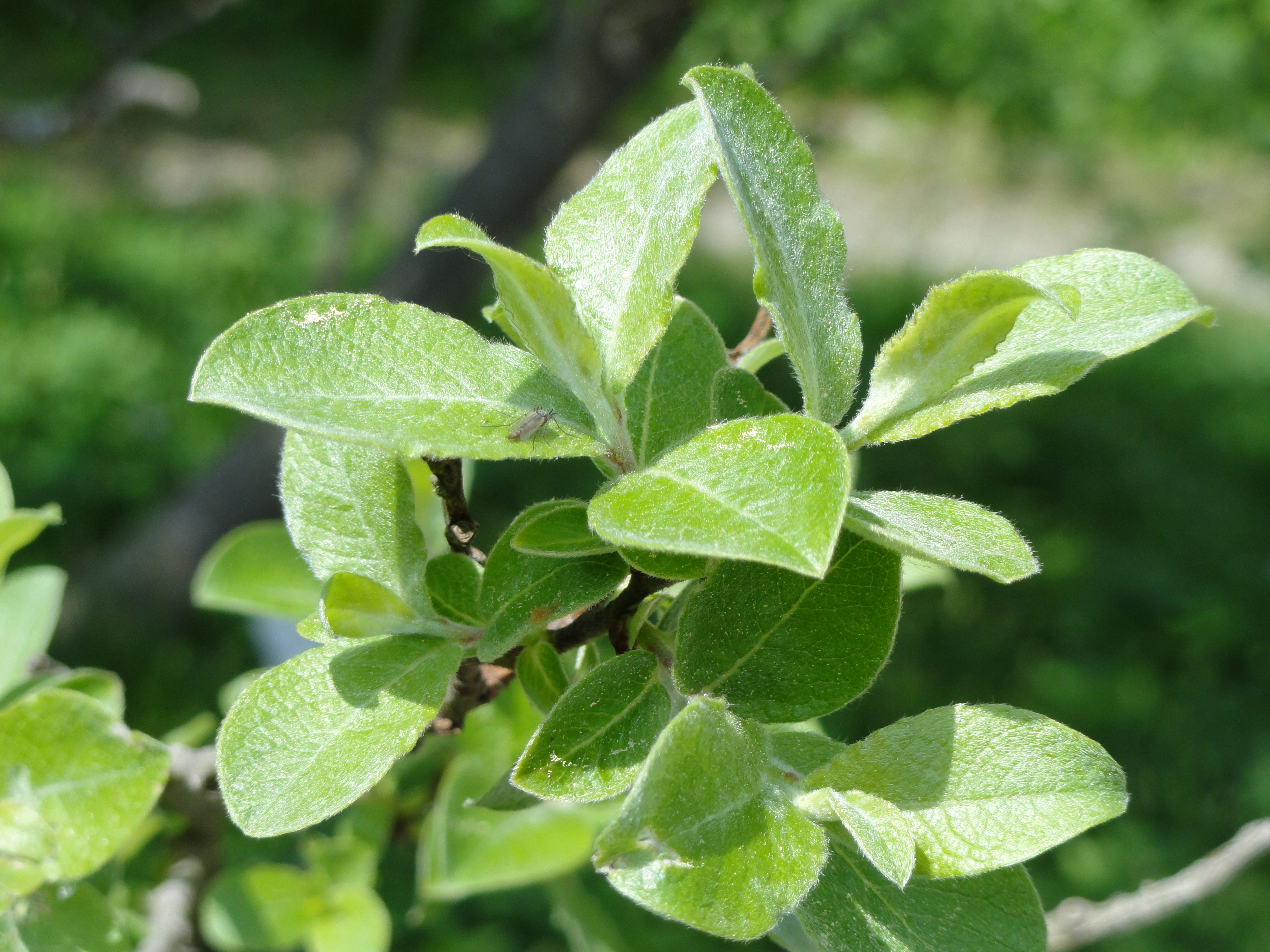
Detalle de las hojas

## Descripción
Es un arbusto  o árbol que alcanza un tamaño de 2.5-10 m de altura. Las estípulas reniformes o semicordadas, el pecíolo de 4-12 mm, las hojas caducas obovadas  a elíptico-lanceoladas, de 5-15 x 3-6 cm, aproximadamente la mitad tan anchas como largas, con pelos adpresos gris en el envés, glabrescentes a pubérulas el haz. Con numerosos amentos  muy próximos entre sí, densamente vellosos, precoces. El amento femenino de 4-6 x 1-1,5 cm. El fruto es una cápsula de 7-9 mm.

## Distribución
Se encuentra en Turquía en Anatolia (Provincias de Bitlis, Hakkiari), suresteste de Transcaucasia (Zangezur, Karabaj), norte de Irán, se cultiva en Egipto, Irak, Afganistán y Pakistán.

## Taxonomía
Salix aegyptiaca fue descrita por Carlos Linneo y publicado en Centuria I. Plantarum ... 1: 33, en el año 1755.
Etimología
Salix: nombre genérico latino para el sauce, sus ramas y madera.
aegyptiaca: epíteto geográfico que alude a su localización en Egipto. 
Sinonimia
- Salix phlomoides M.Bieb.[4]